# Боянская сельская община
Боянская сельская община (укр. Боянська сільська громада) — территориальная община в Черновицком районе Черновицкой области Украины.
Административный центр — село Бояны.
Население составляет 7225 человек. Площадь — 61,5 км².
В соответствии с распоряжением Кабинета Министров Украины от 12 июня 2020 года, в состав общины вошла территория Боянского и Припрутского сельских советов упразднённого Новоселицкого района

## Населённые пункты
В состав общины входит 4 села:
- Бояны
  - Гай
- Припрутский старостинский округ:
  - Бояновка
  - Припрутье